# Colloque de Ratisbonne

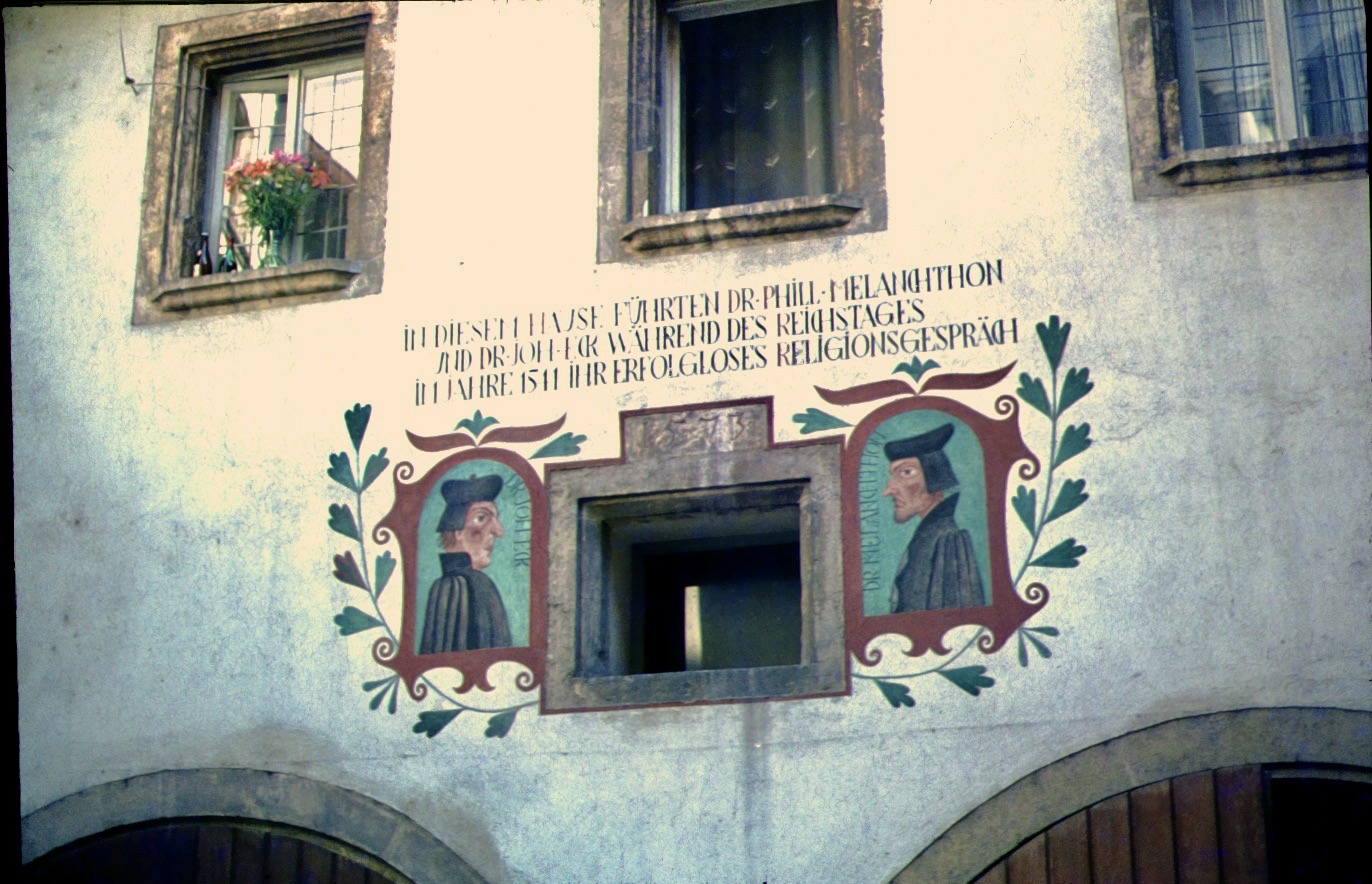
Fresque murale commémorant le colloque.

Le colloque de Ratisbonne (allemand : Regensburger Religionsgespräch) s'est déroulé en 1541. Organisé par l'empereur Charles Quint, il avait pour objectif de trouver un accord entre catholiques et protestants.
Ce colloque s'est déroulé entre le 5 avril et le 22 mai 1541. C'est la première fois depuis 1532 que Charles Quint se rendait dans l'Empire. Les représentants protestants étaient Martin Bucer, Jean Calvin, Philippe Mélanchthon et Johannes Pistorius. Du côté catholique les représentants étaient Johannes Eck, Johannes Gropper et Julius von Pflug. Le légat du pape Gasparo Contarini était présent.

## Déroulement
Les discussions devaient être un moyen pacifique de réconcilier catholiques et protestants. Au-delà des préoccupations théologiques, un motif impérieux était que l'empereur Charles Quint, face à la menace turque, ne pouvait pas passer du soutien militaire des princes protestants.
Lors du colloque de Worms de décembre 1540 à janvier 1541 et qui avait débouché sur le livre dit de Worms, base de discussion, il avait été décidé de poursuivre le dialogue religieux. Le colloque de 1541 est fixé lieu du 5 avril au 22 mai 1541. Charles Quint convoque un comité de théologiens renommés qui doivent négocier sous la direction de son ministre Nicolas Perrenot de Granvelle et du comte palatin Frédéric II.
Les négociations doivent porter sur les 23 articles du Livre de Worms. Après avoir réussi à se mettre d'accord sur les quatre premiers articles, un accord est trouvé sur l'article 5 concernant la doctrine de la justification. Toutefois, cela n'est possible que grâce à un accord dont la formulation n'est pas toujours claire, et qui est par la suite rejeté par Rome et dont les protestants se distancient aussi par la suite. Le cardinal Gasparo Contarini avait auparavant relu le livre de Worms et, en collaboration avec Gropper et le cardinal-évêque Giovanni Morone, avait modifié certains passages, notamment l'article 14 sur l'eucharistie, dans le sens de ce qu'il considérait comme la doctrine catholique officielle, ce qui fit de la discussion religieuse sur cet article un point de désaccord irréconciliable.
Au cours de la discussion, les participants à la discussion élaborent un nouvel article sur la justification, et ce librement à partir du modèle de Worms, qui fut mis de côté. On tenta de concilier la doctrine augustinienne, qui mettait en avant l'aspect de la justice imputée (iustitia imputata), défendue par les protestants, et l'aspect de la justice effective (iustitia inhaerens), défendue par les catholiques. Par la suite, cette formule de compromis a été appelée duplex iustitia (doctrine de la double justification). La question de savoir si ce compromis représentait une chance de surmonter la division de l'Église est controversée chez les chercheurs, tout comme son importance pour les efforts œcuméniques au XXe siècle.
Des oppositions irréconciliables subsistent sur la doctrine de la transsubstantiation dans l'article 14, sur l'eucharistie et la question du magistère ecclésiastique et de la confession. Les 23 articles doctrinaux en latin et les 9 contre-articles soumis par les protestants, appelés Livre de Ratisbonne, sont officiellement remis à l'empereur le 31 mai 1541. Finalement, les efforts de l'empereur pour parvenir à une compréhension mutuelle ont échoué.

## Lieu de réunion
Le colloque eut lieu dans les locaux de la Neue Waag, accessibles depuis la place adjacente Haidplatz, qui appartenaient alors à la ville impériale de Ratisbonne. Dans la cour intérieure, une fresque murale de 1960 représentant les participants Eck et Melanchthon commémore le débat religieux. Aujourd'hui, la bâtiment héberge le tribunal administratif bavarois de Ratisbonne.